# Campeonato Sudamericano de Clubes de Voleibol Femenino 2022
Campeonato Sudamericano de Clubes de Voleibol Femenino 2022 var sydamerikanska klubbmästerskapet i volleyboll och utspelade sig mellan 6 och 10 maj 2022 i Uberlândia, Brasilien. I turneringen deltog sex lag från CSV:s medlemsförbund. Det var den 14:e upplagan av tävlingen och Minas Tênis Clube vann för fjärde gången genom att besegra Praia Clube i finalen.. Kisy do Nascimento utsågs till mest värdefulla spelare.

## Arenor
|                                                                                 |  |  |
|                                                                                 |  |  |
| Ginásio Municipal Tancredo Neves Stad: Uberlândia Kapacitet: 8 000 Öppnad: 2007 |  |  |

## Regelverk

### Format
- Tävlingen bestod av först en gruppfas följt av en cupfas.
- I gruppfasen delades lagen in i två grupper och tre lag i varje. Alla lag mötte alla andra lag i sin grupp en gång. De två första lagen gick vidare till semifinal medan det sista lagen fick spela om femteplats.
- Varje möte i slutspelet avgjordes genom en direkt avgörande match.

### Metod för att bestämma tabellplacering
Om slutresultatet blev 3-0 eller 3-1 tilldelades 3 poäng till det vinnande laget och 0 till det förlorande laget, om slutresultatet blev 3-2 tilldelades 2 poäng till det vinnande laget och 1 till det förlorande laget. 
Rankningsordningen i serien definierades utifrån:
- Poäng
- Antal vunna matcher
- Kvot vunna / förlorade set
- Kvot vunna / förlorade poäng.

## Deltagande lag
| Lag                    | Turnering                                                  |
| ---------------------- | ---------------------------------------------------------- |
| CD San Martin          | Vinnare Liga Superior Femenina del Voleibol Boliviano 2021 |
| Associação Vôlei Bauru | Vinnare Brasilianska cupen 2022                            |
| Minas Tênis Clube      | Vinnare Superliga Série A 2020–21                          |
| Praia Clube            | Värd                                                       |
| CD Boston College      | Vinnare Liga Nacional de Voleibol 2021                     |
| Regatas Lima           | Vinnare Liga Nacional Superior de Voleibol 2020–21         |

## Turneringen

### Gruppspel
| Grupp A       | Grupp B                |
| ------------- | ---------------------- |
| CD San Martin | Associação Vôlei Bauru |
| Praia Clube   | Minas Tênis Clube      |
| Regatas Lima  | CD Boston College      |

#### Grupp A

##### Resultat
| 6 maj 2022 Ginásio Tancredo Neves, Uberlândia Speltid: ? - Åskådare: ? | Praia Clube   | 3 - 0 | CD San Martin | 25-6, 25-7, 25-10          |
| 7 maj 2022 Ginásio Tancredo Neves, Uberlândia Speltid: ? - Åskådare: ? | Praia Clube   | 3 - 1 | Regatas Lima  | 25-12, 23-25, 25-13, 25-13 |
| 8 maj 2022 Ginásio Tancredo Neves, Uberlândia Speltid: ? - Åskådare: ? | CD San Martin | 0 - 3 | Regatas Lima  | 13-25, 13-25, 11-25        |

##### Sluttabell
| Pos. | Lag           | Pt | G | V | P | VS | FS | Kvot  | VP  | FP  | Kvot  |
| ---- | ------------- | -- | - | - | - | -- | -- | ----- | --- | --- | ----- |
| 1.   | Praia Clube   | 6  | 2 | 2 | 0 | 6  | 2  | 6,000 | 173 | 86  | 2,011 |
| 2.   | Regatas Lima  | 3  | 2 | 1 | 1 | 4  | 3  | 1,333 | 138 | 135 | 1,022 |
| 3.   | CD San Martin | 0  | 2 | 0 | 2 | 0  | 6  | 0,000 | 60  | 150 | 0,400 |

      Kvalificerade för semifinal.
      Vidare till spel om femteplats.

#### Grupp B

##### Resultat
| 6 maj 2022 Ginásio Tancredo Neves, Uberlândia Speltid: ? - Åskådare: ? | CD Boston College      | 0 - 3 | Minas Tênis Clube | 13-25, 12-25, 18-25 |
| 7 maj 2022 Ginásio Tancredo Neves, Uberlândia Speltid: ? - Åskådare: ? | Associação Vôlei Bauru | 0 - 3 | Minas Tênis Clube | 20-25, 15-25, 19-25 |
| 8 maj 2022 Ginásio Tancredo Neves, Uberlândia Speltid: ? - Åskådare: ? | Associação Vôlei Bauru | 3 - 0 | CD Boston College | 25-21, 25-9, 25-17  |

##### Sluttabell
| Pos. | Lag                    | Pt | G | V | P | VS | FS | Kvot  | VP  | FP  | Kvot  |
| ---- | ---------------------- | -- | - | - | - | -- | -- | ----- | --- | --- | ----- |
| 1.   | Minas Tênis Clube      | 6  | 2 | 2 | 0 | 6  | 0  | MAX   | 150 | 97  | 1,546 |
| 2.   | Associação Vôlei Bauru | 3  | 2 | 1 | 1 | 3  | 3  | 1,000 | 129 | 122 | 1,057 |
| 3.   | CD Boston College      | 0  | 2 | 0 | 2 | 0  | 6  | 0,000 | 90  | 150 | 0,600 |

      Kvalificerade för semifinal.
      Vidare till spel om femteplats.

### Slutspelsfasen

#### Spelschema
|  | Semifinaler | Semifinaler            | Semifinaler |                   |    | Final               | Final                  | Final               |  |
|  |             |                        |             |                   |    |                     |                        |                     |  |
|  | 1A          | Praia Clube            | 3           |                   |    |                     |                        |                     |  |
|  | 1A          | Praia Clube            | 3           |                   |    |                     |                        |                     |  |
|  | 2B          | Associação Vôlei Bauru | 0           |                   |    |                     |                        |                     |  |
|  | 2B          | Associação Vôlei Bauru | 0           |                   | 1A | Praia Clube         | 2                      |                     |  |
|  |             |                        |             |                   | 1A | Praia Clube         | 2                      |                     |  |
|  |             |                        | 1B          | Minas Tênis Clube | 3  |                     |                        |                     |  |
|  | 1B          | Minas Tênis Clube      | 1B          | Minas Tênis Clube | 3  | 3                   |                        |                     |  |
|  | 1B          | Minas Tênis Clube      |             |                   |    | 3                   |                        |                     |  |
|  | 2A          | Regatas Lima           | 0           |                   |    | Match om tredjepris | Match om tredjepris    | Match om tredjepris |  |
|  | 2A          | Regatas Lima           | 0           |                   |    |                     |                        |                     |  |
|  |             |                        |             |                   |    |                     |                        |                     |  |
|  |             |                        |             |                   |    | 2A                  | Regatas Lima           | 0                   |  |
|  |             |                        |             |                   |    | 2A                  | Regatas Lima           | 0                   |  |
|  |             |                        |             |                   |    | 2B                  | Associação Vôlei Bauru | 3                   |  |

##### Semifinaler
| 9 maj 2022 Ginásio Tancredo Neves, Uberlândia Speltid: ? - Åskådare: ? | Praia Clube       | 3 - 0 | AV Bauru     | 25-21, 27-25, 25-21 |
| 9 maj 2022 Ginásio Tancredo Neves, Uberlândia Speltid: ? - Åskådare: ? | Minas Tênis Clube | 3 - 0 | Regatas Lima | 25-10, 25-19, 25-20 |

#### Match om femteplats
| 9 maj 2022 Ginásio Tancredo Neves, Uberlândia Speltid: ? - Åskådare: ? | CD San Martin | 0 - 3 | CD Boston College | 22-25, 14-25, 16-25 |

##### Match om tredjepris
| 10 maj 2022 Ginásio Tancredo Neves, Uberlândia Speltid: ? - Åskådare: ? | Regatas Lima | 0 - 3 | AV Bauru | 27-29, 18-25, 21-25 |

##### Final
| 10 maj 2022 Ginásio Tancredo Neves, Uberlândia Speltid: ? - Åskådare: ? | Praia Clube | 2 - 3 | Minas Tênis Clube | 22-25, 25-20, 25-16, 21-25, 13-15 |

## Slutplaceringar
| Pos | Lag                    | Kvalificerade för                                 |
| --- | ---------------------- | ------------------------------------------------- |
|     | Minas Tênis Clube      | Världsmästerskapet i volleyboll för klubblag 2022 |
|     | Praia Clube            | Världsmästerskapet i volleyboll för klubblag 2022 |
|     | Associação Vôlei Bauru |                                                   |
| 4   | Regatas Lima           |                                                   |
| 5   | CD Boston College      |                                                   |
| 5   | CD San Martin          |                                                   |

## Individuella utmärkelser
| Utmärkelse          | Namn                  | Lag               |
| ------------------- | --------------------- | ----------------- |
| MVP                 | Kisy do Nascimento    | Minas Tênis Clube |
| Bästa passare       | Mácris Carneiro       | Minas Tênis Clube |
| Bästa högerspiker   | Kisy do Nascimento    | Minas Tênis Clube |
| Bästa vänsterspiker | Priscila Daroit       | Minas Tênis Clube |
| Bästa vänsterspiker | Anne Buijs            | Praia Clube       |
| Bästa center        | Ana Carolina da Silva | Praia Clube       |
| Bästa center        | Adenízia da Silva     | AV Bauru          |
| Bästa libero        | Léia da Silva         | Minas Tênis Clube |